# Morde von Hopseidet
Die Morde von Hopseidet in der Kommune Gamvik in der norwegischen Provinz Finnmark geschahen am 6. Mai 1945, zwei Tage vor dem Ende des Zweiten Weltkriegs. Sechs zivile und unbewaffnete Fischer wurden misshandelt und von deutschen Soldaten erschossen. Die Soldaten gehörten im Marineeinsatzkommando 35 in Harstad einer Spezialeinheit an, die darauf trainiert war, hinter den feindlichen Linien zu operieren, und wurden von zwei deutschen U-Booten (U 318 und U 992) an Land gebracht.

## Hintergrund
Die deutschen Behörden gingen davon aus, dass das Gebiet um Hopseidet von der norwegischen, britischen und sowjetischen Seite benutzt wurde, um Truppenkontingente aufzubauen. Diese sollten einen Angriff auf die deutschen Linien südlich des Lyngenfjords durchführen. Die deutsche Operation wurde bereits seit Februar 1945 auf Befehl aus Berlin geplant.

## Die Geschehnisse
Der Norweger Ivar Øye wurde bereits früh während der Operation gefangen und als Ortskundiger benutzt.
Auf Hopseidet gab es einen norwegischen Beobachtungsposten mit drei „Politisoldater“ unter der Leitung von Wachchef Korporal Ivar Lorang Larsen. Die sechs Fischer wurden gebeten, die Wache zu unterstützen. Allerdings wurden ihnen keine Waffen zur Verfügung gestellt. Im Beobachtungsposten gab es lediglich einen Revolver, eine Maschinenpistole und zwei alte Gewehre. Es kam zu einem kurzen und intensiven Schusswechsel, woraufhin sich die norwegische Mannschaft zurückzog. Eine Weile nach diesem Schusswechsel gingen die sechs Fischer wieder zu ihren Familien zurück, wurden aber von den deutschen Soldaten gefangen genommen. Der Norweger Sigurd Fermann wurde Augenzeuge dessen was danach geschah.
Im Keller einer Scheune hielt sich Karoline Mikalsen mit ihren neun Kinder auf. Eines der Fenster wurde eingeschlagen und von einem deutschen Soldaten eine Handgranate hineingeworfen. Nach einer Weile kam der Soldat wieder zurück und fragte, wo die nicht detonierte Handgranate geblieben war. Karoline Mikalsen antwortete, dass sie diese in den Keller gebracht hätte. Nachdem der Soldat die Räume nach erwachsenen Töchtern durchsucht hatte, vergewaltigte er die Mutter.
Sechs unbewaffnete Fischer wurden getötet.
Die Getöteten
- Leonard Eriksen, 35 Jahre
- Einar Mikalsen, 47 Jahre
- Johan Mikalsen, 18 Jahre
- Harald Kristiansen, 39 Jahre
- Henry Kristiansen, 16 Jahre
- Reidar Karlsen, 17 Jahre

Am Tag danach hörte Karoline Mikalsen Hilferufe von der anderen Seite des Fjordes. Sie ruderte hinüber und fand den Fischer Mathis Persen, dem trotz einer Wunde am Knie die Flucht gelungen war. Karoline Mikalsen trug ihn zum Boot und brachte ihn über den Fjord. Sie pflegte ihn, bis sie einen Arzt fanden.

## Nachspiel
Die Morde wurden nach der deutschen Kapitulation von der norwegischen Polizei untersucht. Ein Oberleutnant der deutschen Kriegsmarine wurde bereits zu diesem Zeitpunkt als derjenige identifiziert, der die Fischer erschossen hatte. Obwohl er in Norwegen interniert war, konnte er von den norwegischen Behörden nicht aufgefunden werden. Das Verfahren wurde später aufgrund der Beweislage eingestellt.
1967 kam der Staatsadvokat Palle Duhn nach Norwegen, um Verbrechen der Nazis aufzuklären. Er repräsentierte die Zentrale Stelle der Landesjustizverwaltungen zur Aufklärung nationalsozialistischer Verbrechen, als er von den Vorgängen auf Hopseidet erfuhr. Die deutschen Behörden konnten die Beteiligten aufspüren und erhoben gegen zwei der deutschen Soldaten Anklage. Der bereits früher identifizierte Oberleutnant wurde in Unterpfaffenhofen aufgegriffen. Die meisten der anderen Beteiligten wurden ebenfalls ausfindig gemacht. Allerdings sagten sie aus, dass der Oberleutnant von mit Messern bewaffneten Fischern angegriffen wurde und in Notwehr handelte. Der Fall wurde 1969 eingestellt. Eine spätere Untersuchung durch Professor Torleiv Rognum am Rechtsmedizinischen Instituts der Universität Oslo kommt zu dem Ergebnis, dass die Aussagen der Soldaten nicht mit den vorgefundenen Indizien in Einklang zu bringen sind.
Das norwegische Verteidigungsministerium teilte im Jahr 2015 mit, dass der historische Hintergrund dieser Tragödie im Hinblick auf eine Wiederaufnahme durch die norwegischen Behörden untersucht werden soll.
Am Hopseidet steht ein Gedenkstein mit den Namen der Getöteten.